# Life with Father (filme)

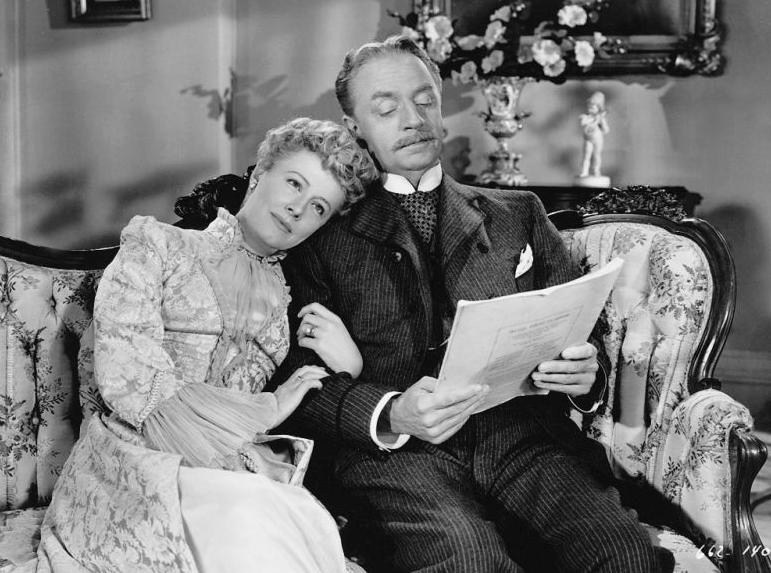
Cena do filme Life with Father

Life with Father (bra Nossa Vida com Papai) é um filme estadunidense de 1947, do gênero comédia, dirigido por Michael Curtiz, com roteiro de Donald Ogden Stewart baseado em peça de teatro Life with Father, de Howard Lindsay e Russel Crouse, e nos livros God and My Father e Life with Father, de Clarence Day.

## Prêmios e indicações
| Premiação          | Categoria                               | Recipiente                        | Resultado                 |
| ------------------ | --------------------------------------- | --------------------------------- | ------------------------- |
| Oscar 1948         | melhor ator                             | William Powell                    | Indicado                  |
| Oscar 1948         | Melhor fotografia colorida              | Peverell Marley, William V. Skall | Indicado                  |
| Oscar 1948         | Melhor direção de arte - cor            | Robert Haas                       | Indicado                  |
| Oscar 1948         | Melhor trilha sonora - drama ou comédia | Max Steiner                       | Indicado                  |
| Globo de Ouro 1948 | Melhor trilha sonora                    | Max Steiner                       | Venceu                    |
| Prêmio NYFCC 1947  | Melhor ator                             | William Powell                    | Venceu[carece de fontes?] |

## Elenco
- William Powell .... Clarence Day, Sr.
- Irene Dunne .... Vinnie Day
- Elizabeth Taylor .... Mary Skinner
- Edmund Gwenn .... reverendo Lloyd
- Zasu Pitts .... Cora Cartwright
- Jimmy Lydon .... Clarence Day, Jr.
- Emma Dunn .... Margaret
- Moroni Olsen .... Dr. Humphries
- Elisabeth Risdon .... sra. Whitehead
- Derek Scott .... Harlan Day
- Johnny Calkins .... Whitney Day
- Martin Milner .... John Day
- Heather Wilde .... Annie
- Monte Blue .... policial
- Mary Field .... Nora
- Frank Elliott .... Dr. Somers
- Queenie Leonard .... Maggie, quarta empregada